# Budíkov
Budíkov település Csehországban, a Pelhřimovi járásban. Budíkov Humpolec, Kejžlice, Řečice és Čejov településekkel határos. Lakosainak száma 333 fő (2024. január 1.).

## Népesség
A település lakosságának változását az alábbi diagram mutatja:
| Lakosok száma | 562  | 487  | 526  | 382  | 316  | 320  | 317  | 329  | 328  | 333  |
|               | 1869 | 1900 | 1921 | 1961 | 1980 | 2011 | 2016 | 2019 | 2021 | 2024 |